# Vitesse par équipes

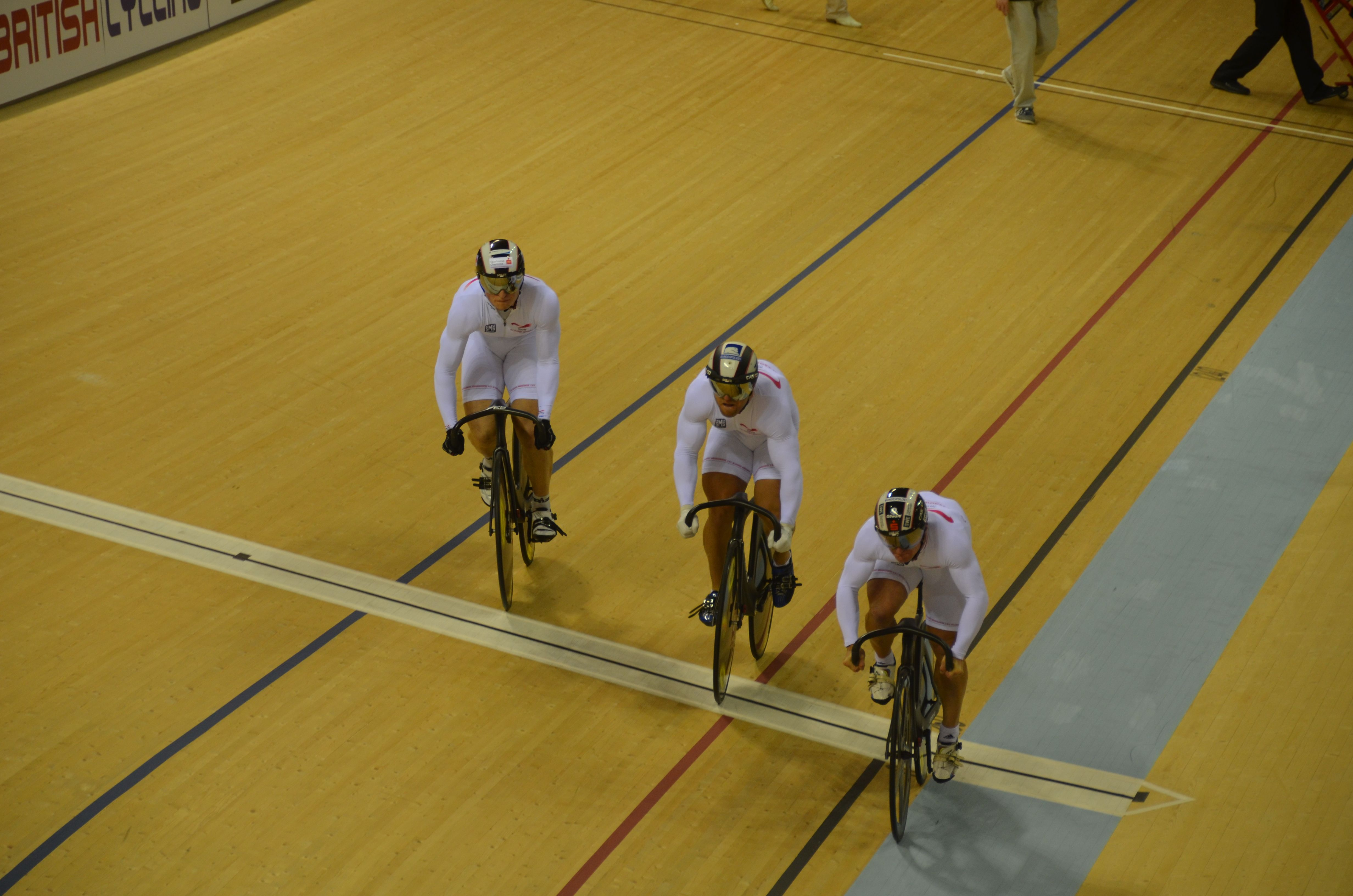
Qualification équipe sprint équipe allemande.

La vitesse par équipes est une discipline de cyclisme sur piste opposant deux équipes de trois effectuant trois tours de piste. Chaque coureur doit mener un tour.

## Histoire
Cette discipline est également appelée vitesse olympique par analogie avec la poursuite olympique, nom alternatif à la poursuite par équipes qui lui fut donnée car cette dernière est apparue aux Jeux olympiques en 1908.
La vitesse par équipes fut intégrée aux championnats du monde de cyclisme sur piste en 1995 chez les hommes et en 2007 chez les femmes. Elle est discipline olympique depuis 2000 chez les hommes et 2012 chez les femmes. Jusqu'en juin 2020, l'épreuve est composées de deux coureuses chez les femmes. À partir de juillet 2020 ,la vitesse par équipes féminine est également disputée par des équipes de trois athlètes.
Cette épreuve se fait par équipes de trois coureurs qui partent ensemble, celui qui est devant donne tout ce qu'il peut tout en réservant ses équipiers dans la roue, puis il s'écarte, le suivant fait de même et le dernier reste seul en piste pour terminer. Le relais, à la manière des relais en athlétisme, doit être effectué dans une zone de relais sous peine de déclassement en cas de relais hors zone, comme ce fut le cas pour la Nouvelle-Zélande en finale des mondiaux en 2015.
La course peut se résumer à une épreuve contre-la-montre, chaque équipe étant seule en piste avec classement au temps. Dans les compétitions internationales, après un premier tour de qualification au temps, les équipes s'affrontent deux par deux. Les lignes de poursuite sont alors utilisées pour les départs et arrivées, comme dans une poursuite.
Dans les championnats, la compétition comporte deux ou trois stades et ne se présente jamais sous la forme d'un tournoi complet. Plus précisément, après le tour de qualifications où chaque équipe est seule en piste :
- soit les deux premières se rencontrent en finale et les deux suivantes en petite finale pour la 3e place ;
- soit un premier tour oppose les huit premières équipes (1re contre 8e, etc.) ; les deux vainqueurs les plus rapides se rencontrent en finale et les deux autres vainqueurs en petite finale pour la 3e place.

La France domine la discipline avec 11 titres mondiaux depuis 1995. 
Les records du monde ne sont pris en compte que pour les pistes de 250 mètres. Chez les hommes, le record du monde est détenu par les Pays-Bas avec 40,949 s réalisé aux Jeux olympiques de Paris 2024 le 6 août 2024.
Chez les femmes, la discipline est au programme des mondiaux depuis 2007 et le record du monde est détenu par la Chine avec 32,034 s réalisé aux Jeux olympiques le 18 février 2015.